# Ptilodontoidea
Ptilodontoidea – nadrodzina wymarłych ssaków rzędu wieloguzkowców. Zamieszkiwały półkulę północną. Przypominały dzisiejsze gryzonie. Nie dorastały dużych rozmiarów. Pomimo nielicznych pozostałości część rodzajów liczy sobie pokaźną liczbę gatunków. Spośród nich najlepiej poznany Ptilodus przedstawiany jest zazwyczaj  analogicznie do wiewiórki.
Ich górnokredowe skamieniałości znajdywano na kontynentach europejskim i północnoamerykańskim. Późniejsi reprezentanci nadrodziny pojawiają się nie tylko na dwóch wymienionych, ale także w Azji. Do grupy zaliczają się najmłodsze wieloguzkowce.
Nadrodzinę podzielono na następujące rodziny:
- Neoplagiaulacidae −  10 rodzajów
- Ptilodontidae −  4 rodzaje
- Cimolodontidae −  prawdopodobnie 3 rodzaje

Przynależność rodzaju Neoliotomus pozostaje niejasna, choć należy on do nadrodziny.